# Gornje Konjuvce
Gornje Konjuvce (en serbe cyrillique : Горње Коњувце) est un village de Serbie situé dans la municipalité de Bojnik, district de Jablanica. Au recensement de 2011, il comptait 126 habitants.

## Démographie
| 1948 | 1953 | 1961 | 1971 | 1981 | 1991 | 2002 | 2011 |
| ---- | ---- | ---- | ---- | ---- | ---- | ---- | ---- |
| 576  | 571  | 527  | 426  | 332  | 230  | 172  | 126  |

|  |